# Велика Британія на літніх Олімпійських іграх 1960
На літніх Олімпійських іграх 1960 року Велику Британію представляли 253 спортсмена (206 чоловіків та 47 жінок). Вони завоювали 2 золотих, 6 срібних і 12 бронзових медалей, що вивело збірну на 12-е місце у неофіційному командному заліку.

## Медалісти
| Медаль | Спортсмен                                                                             | Вид спорту     | Дисципліна                         |
| ------ | ------------------------------------------------------------------------------------- | -------------- | ---------------------------------- |
| Золото | Дональд Томпсон                                                                       | Легка атлетика | Чоловіки, ходьба 50 км             |
| Золото | Аніта Лонгсбрау                                                                       | Плавання       | Жінки, 200 м брасом                |
| Срібло | Дороті Гаймен                                                                         | Легка атлетика | Жінки, 100 м                       |
| Срібло | Керол Квінтон                                                                         | Легка атлетика | Жінки, 80 м з бар'єрами            |
| Срібло | Дороті Ширлі                                                                          | Легка атлетика | Жінки, стрибки у висоту            |
| Срібло | Аллан Джей                                                                            | Фехтування     | Чоловіки, шпага, особиста першість |
| Срібло | Аллан Джей Майкл Говард Джон Пеллінг Вільям Госкінс Реймонд Гаррісон Майкл Александер | Фехтування     | Чоловіки, шпага, командна першість |
| Срібло | Наталі Стюард                                                                         | Плавання       | Жінки, 100 м на спині              |
| Бронза | Пітер Редфорд                                                                         | Легка атлетика | Чоловіки, 100 м                    |
| Бронза | Пітер Редфорд Девід Джоунс Девід Сегал Нік Вайтгед                                    | Легка атлетика | Чоловіки, естафета 4 × 100 м       |
| Бронза | Стенлі Вікерс                                                                         | Легка атлетика | Чоловіки, ходьба 20 км             |
| Бронза | Дороті Гаймен                                                                         | Легка атлетика | Жінки, 200 м                       |
| Бронза | Річард Мактаггарт                                                                     | Бокс           | Чоловіки, до 60 кг                 |
| Бронза | Джеймс Ллойд                                                                          | Бокс           | Чоловіки, до 67 кг                 |
| Бронза | Вільям Фішер                                                                          | Бокс           | Чоловіки, до 71 кг                 |
| Бронза | Брайан Фелпс                                                                          | Стрибки у воду | Чоловіки, 10-м вишка               |
| Бронза | Елізабет Ферріс                                                                       | Стрибки у воду | Жінки, 3-м трамплін                |
| Бронза | Девід Брум                                                                            | Кінний спорт   | Конкур, особиста першість          |
| Бронза | Наталі Стюард                                                                         | Плавання       | Жінки, 100 м вільним стилем        |
| Бронза | Луїс Мартін                                                                           | Важка атлетика | Чоловіки, до 90 кг                 |